# Pandanus piricus
Pandanus piricus är en enhjärtbladig växtart som beskrevs av Harold St.John. Pandanus piricus ingår i släktet Pandanus och familjen Pandanaceae.
Artens utbredningsområde är Filippinerna. Inga underarter finns listade.